# Kultura cykladzka
Kultura cykladzka – kultura epoki brązu, która występowała w latach 2900–1100 p.n.e. na wyspach archipelagu Cyklady. Jej głównymi ośrodkami były: Syros (obecnie Siros), Naksos i Milos.

## Idole cykladzkie
Z wczesnym rozwojem sztuki tej kultury, do około 1900 p.n.e., związane są znaleziska małych (przeciętnie ok. 0,2-0,5 m wysokości) figurek wykonanych najczęściej z marmuru, zwanych obecnie idolami cykladzkimi. Zdarzają się też znaleziska rzeźb o niestandardowych wymiarach – od 5 cm do ok. 1,5 m wysokości.
Wyróżnia się dwie tendencje rozwoju tej formy:
- Jedna, wcześniejsza (3000 – 2500 p.n.e.) to znaczne uproszczenie sylwetki z lekko zaznaczoną głową i ramionami przy pomocy występów pionowego i poziomych. Wykonane w tej manierze figurki nazywane są wiolinowymi (z uwagi na kształt nieco przypominający skrzypce). W niektórych wypadkach są to naturalne kamienie o owalnym kształcie.
- Druga tendencja, bardziej naturalistyczna, rozwinęła się nieco później (2500-1900 p.n.e.). Znaleziska związane z tym nurtem to przeważnie postacie kobiet o mocno uproszczonej formie, głowie osadzonej na nieproporcjonalnie długiej szyi, płaskich twarzach z zaznaczonym nosem i oczami, założonymi rękoma i wyraźnie ukształtowanymi nogami. Figurki te produkowano masowo. Odnaleziono też nieliczne figurki zbiorowe (podwójne i potrójne) oraz figurki mężczyzn: wojowników, muzykantów. Na niektórych rzeźbach odnaleziono ślady polichromii w kolorze czerwonym i niebieskim. Uważa się, że pokrywano farbami całą postać ze szczególnym uwzględnieniem twarzy (zaznaczano zarys oczu, brwi, ust, malowano włosy) lub też pokrywano ornamentami część twarzy albo karku oraz tułów.

Przeznaczenie idoli cykladzkich nie jest całkowicie pewne. Małe figurki wkładane były do grobów, mogły więc mieć związek z obrzędami pogrzebowymi. Przypuszcza się, że figury dużych rozmiarów były umieszczane w miejscach kultu. Uważa się również, że przynajmniej niektóre z tworzonych figurek stanowiły wyobrażenia bóstw.

## Wpływy mykeńskie i kreteńskie
Dalsze dzieje rozwoju sztuki cykladzkiej związane są z silnymi wpływami sztuki mykeńskiej. Odnalezione z tego okresu ufortyfikowane osady na Keos (obecnie Kea) oraz miasta na Syros (Siros) zbudowane były z domów rozplanowanych na kształcie prostokąta. Wpływy sztuki kreteńskiej można odnaleźć w zachowanych licznych przykładach malarstwa ściennego, które wykazują cechy wspólne z freskami odnalezionymi na Krecie. Do najciekawszych należą odkryte przez Spirydona Marinatosa w zniszczonym przez wybuch wulkanu mieście Akrotiri na wyspie Thera (obecnie Santoryn). Ceramika cykladzka naśladuje wzory spotykane w wyrobach odnalezionych w jaskini Kamares (wazy Kamares).
Napotkano na różne rodzaje grobów z tego okresu; są to groby szybowe (odnalezione na Syros), komorowe (Milos, Mykonos) oraz tolosowe (Syros).

## Galeria

### Idole

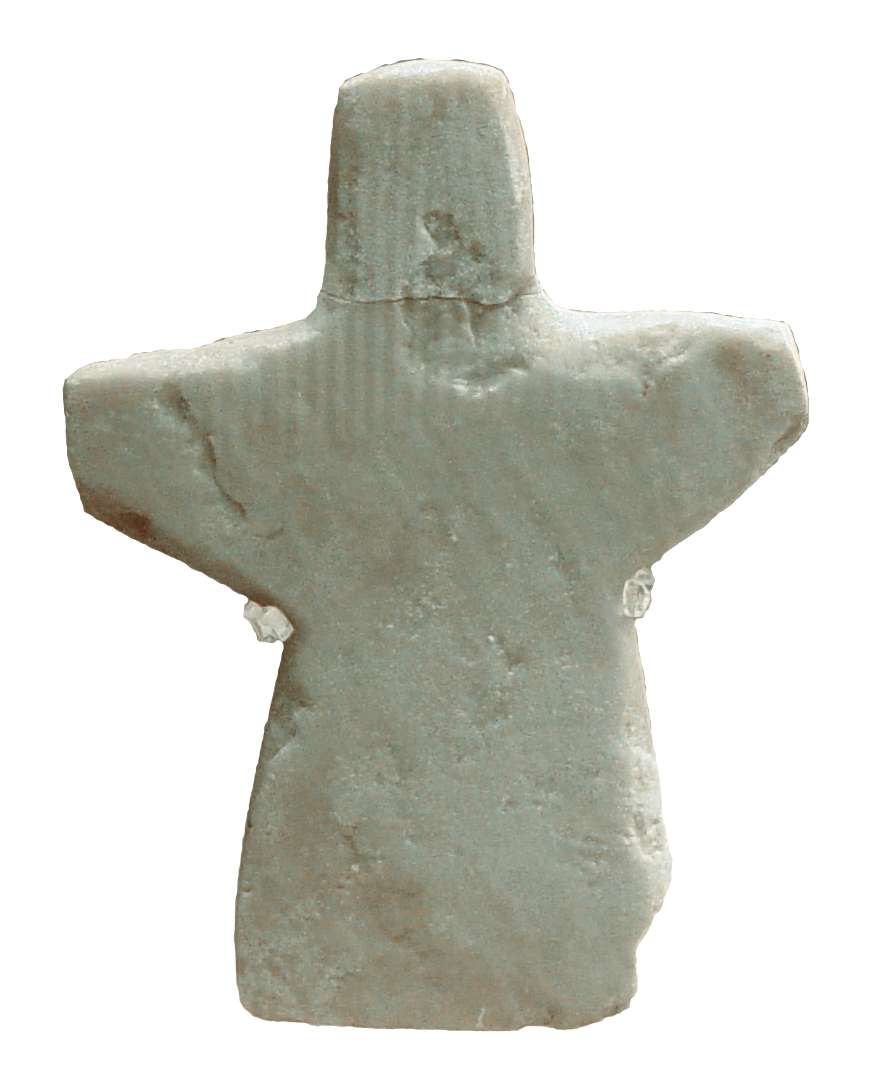
Figurka wiolinowa z Akrotiri
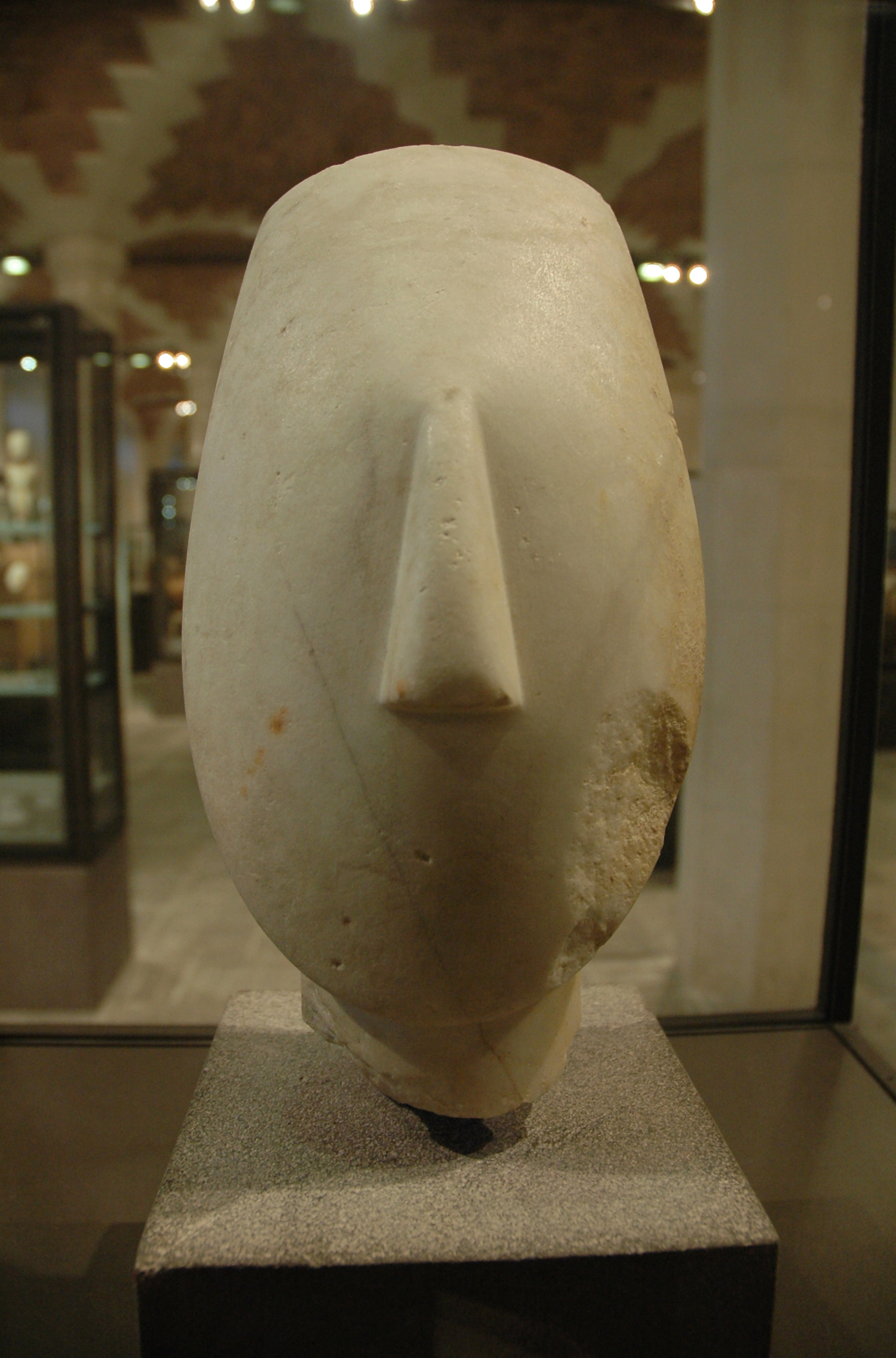
Głowa marmurowej figurki z ok. 3000 p.n.e. znaleziona na wyspie Amorgos (Luwr, Paryż)
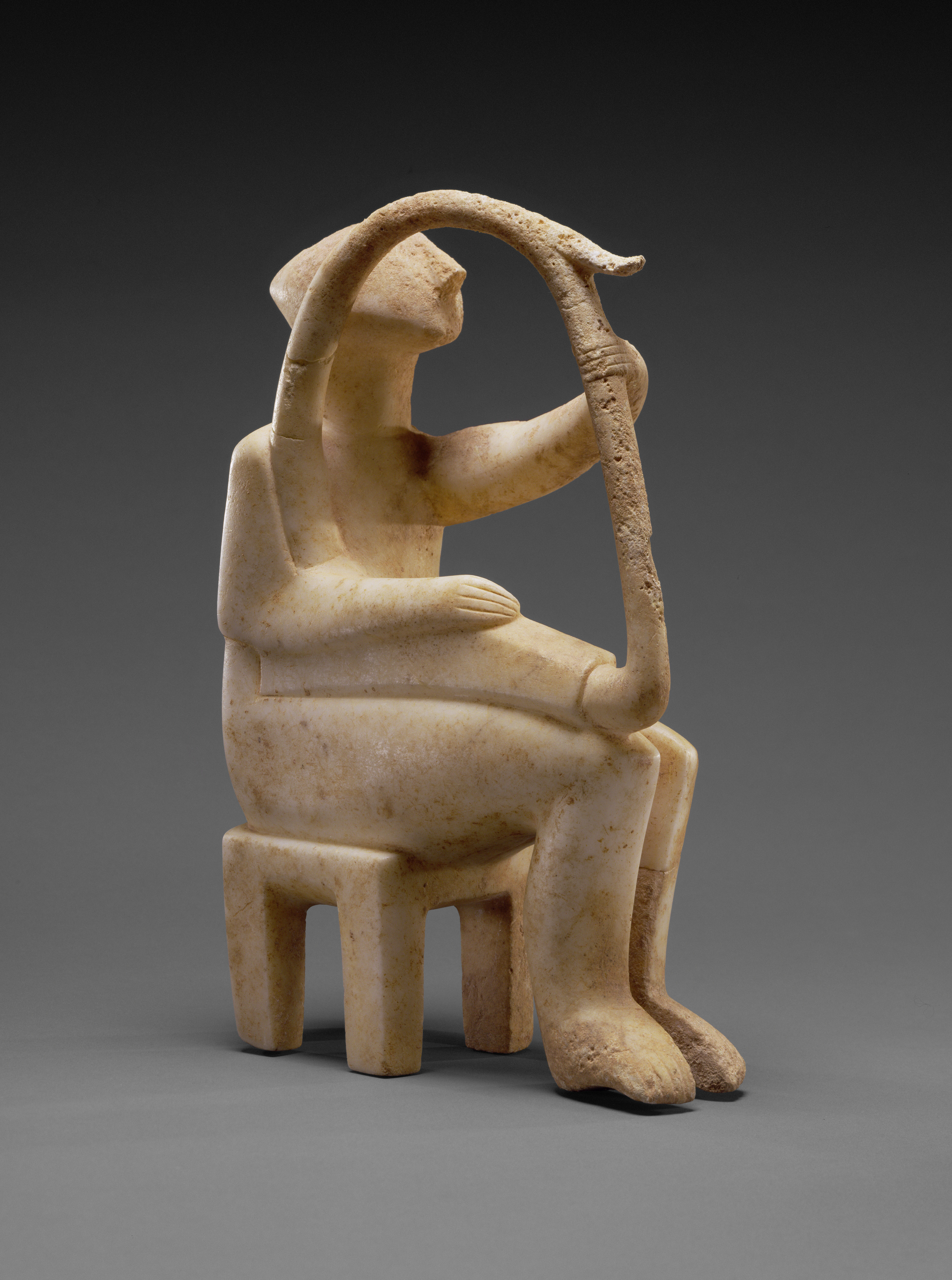
Siedzący harfista, 2700-2300 p.n.e. (Getty Villa, Malibu)
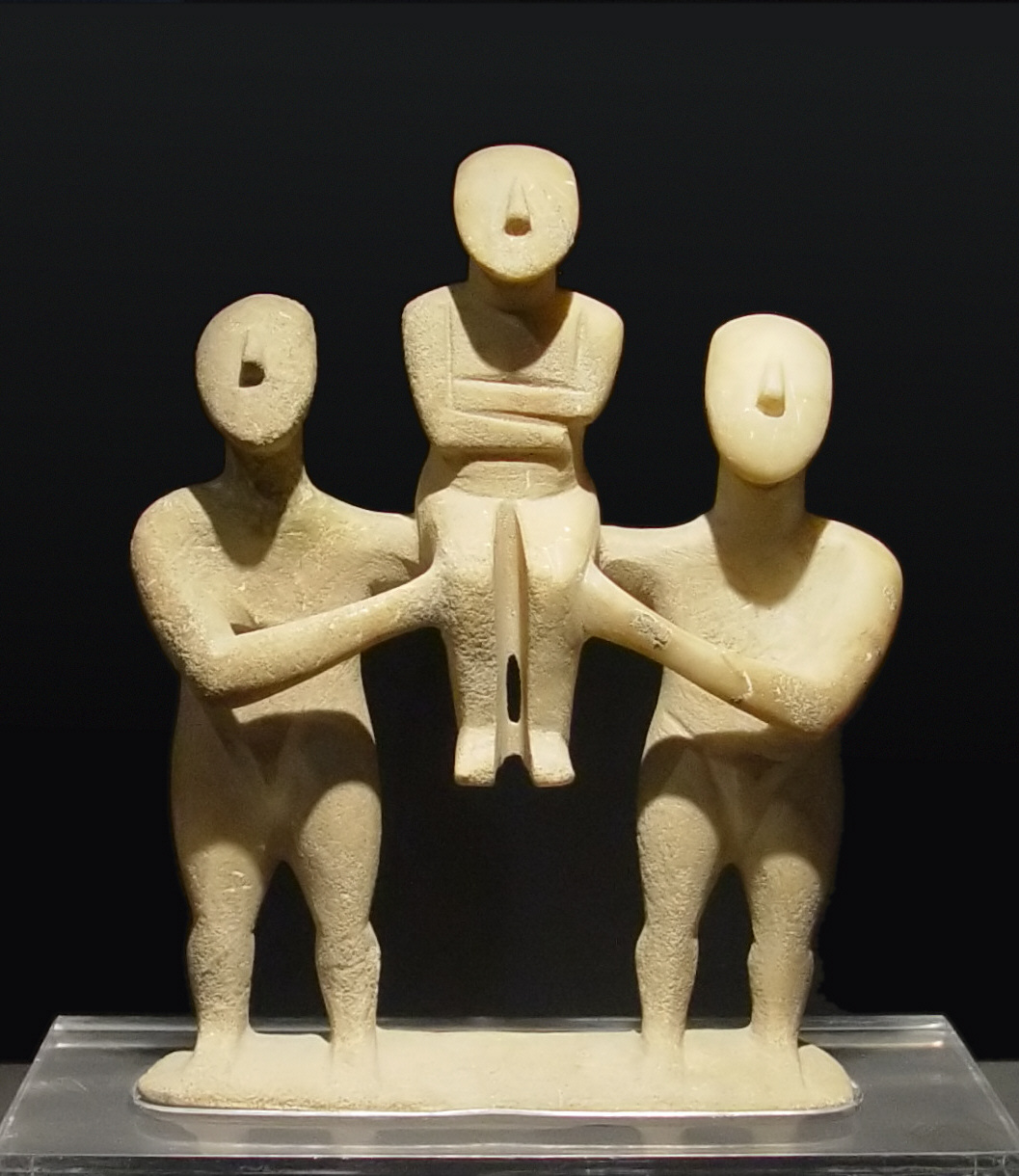
Grupa potrójna (Badisches Landesmuseum, Karlsruhe)
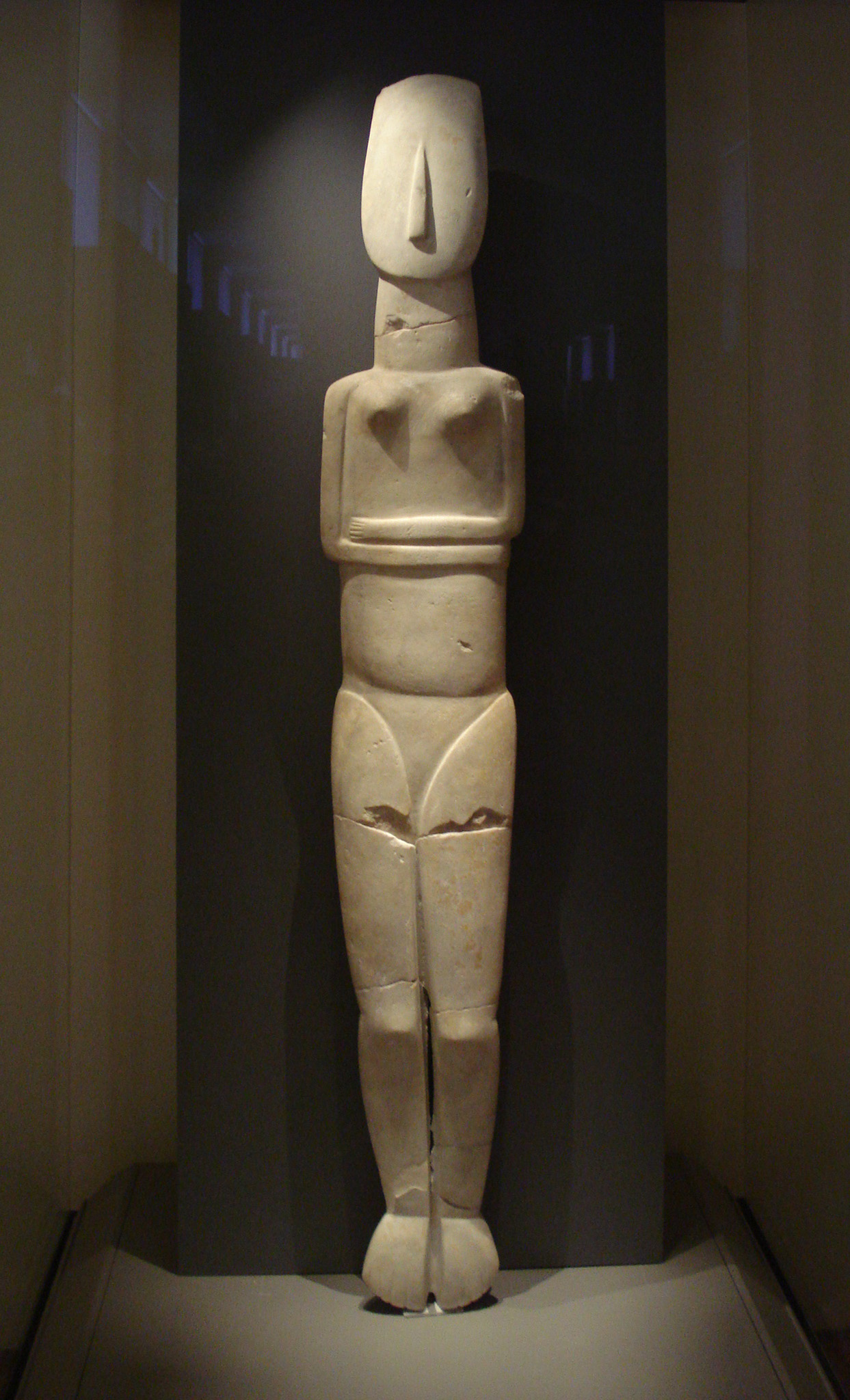
Idol cykladzki z Amorgos, wysokość 1,5 m (Narodowe Muzeum Archeologiczne, Ateny)
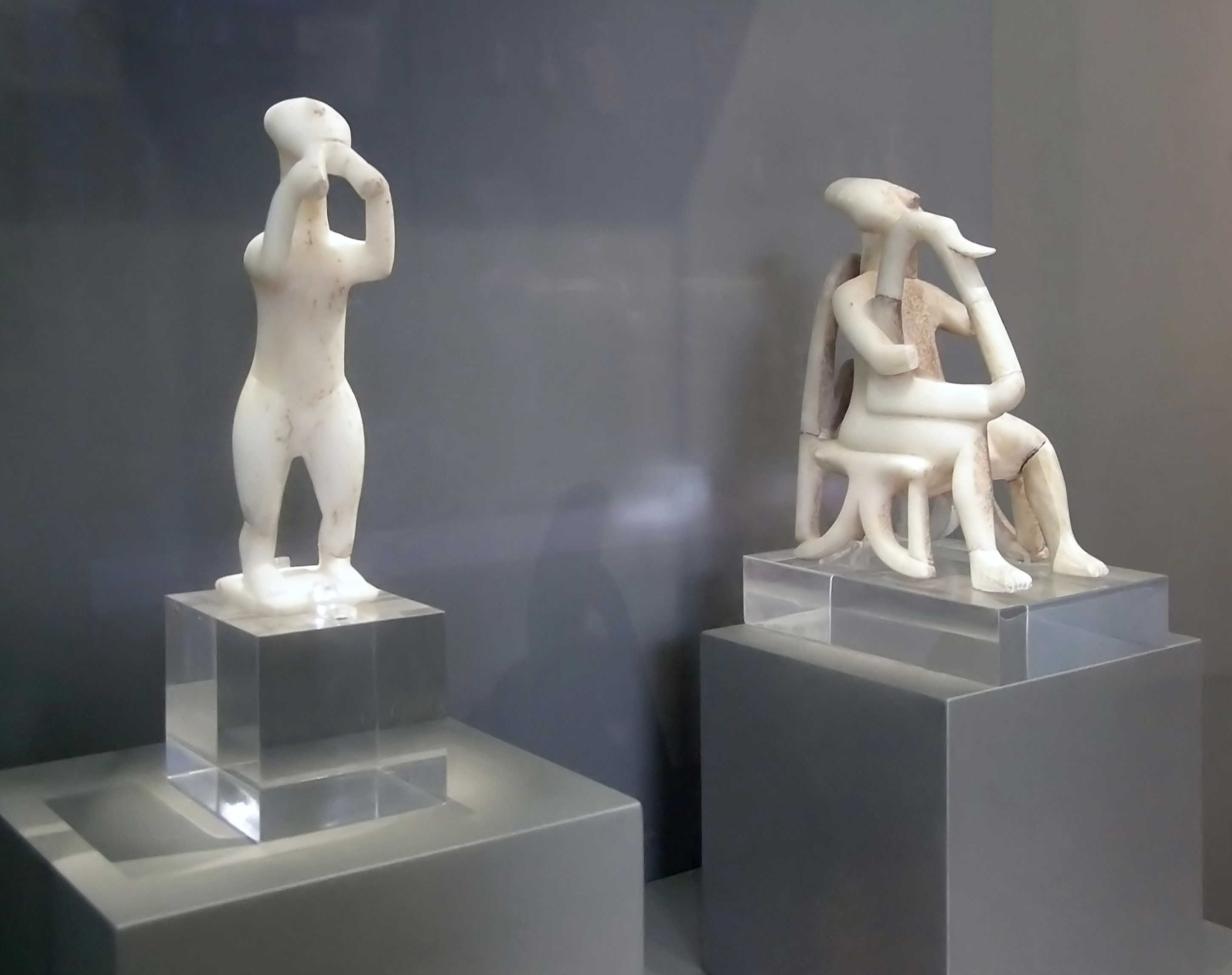
Siedzący harfista z Keos z ok. 2000 p.n.e. oraz stojący fletnista grający na aulosie (Narodowe Muzeum Archeologiczne, Ateny)

### Inne dzieła

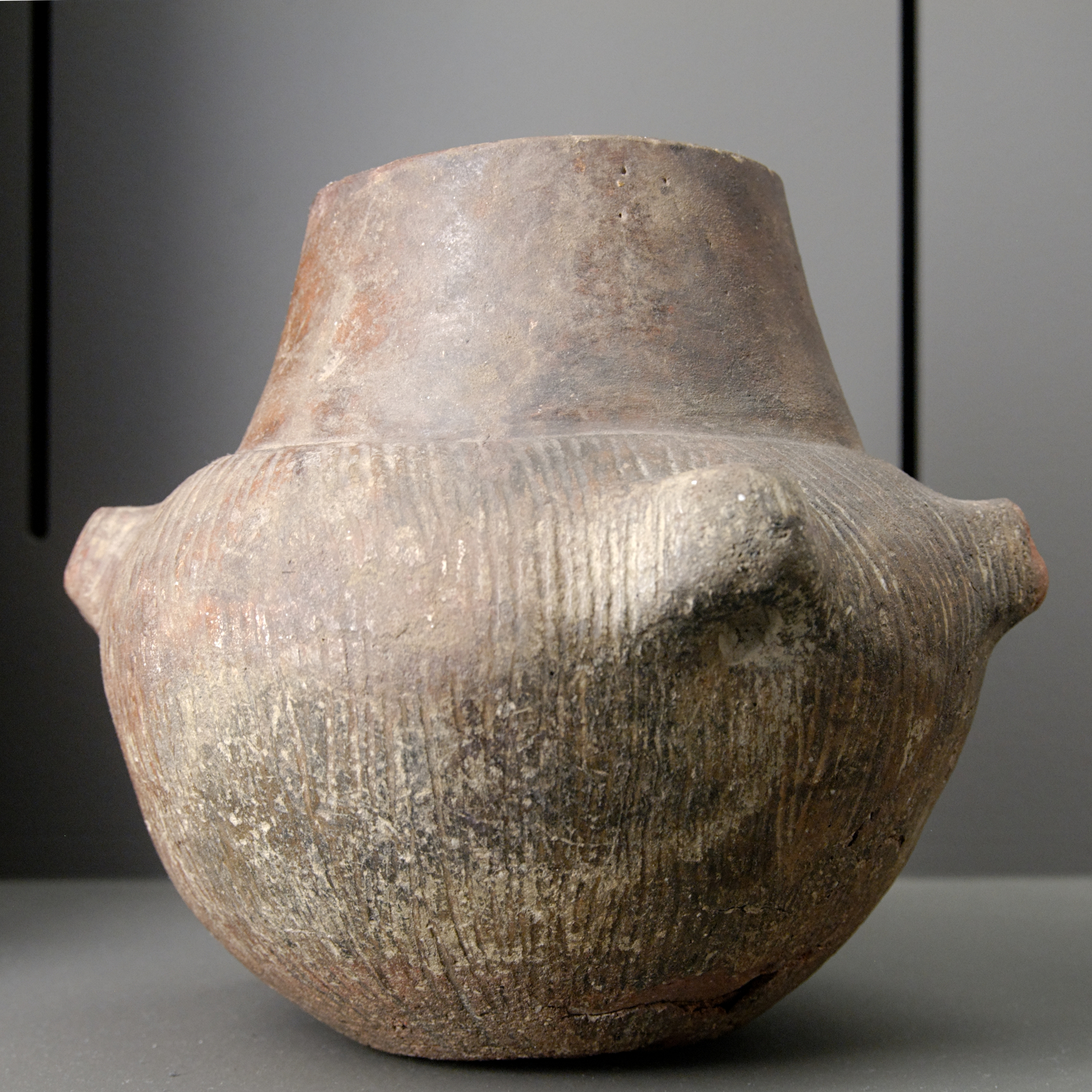
Cykladzka pyksis, 3200-2700 p.n.e. (Luwr, Paryż)
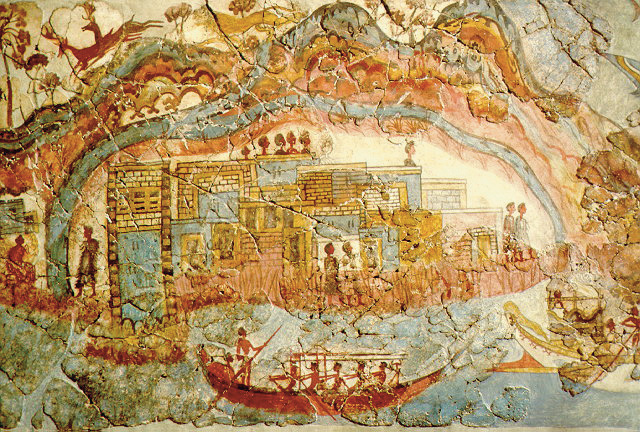
Jeden z fresków z Akrotiri, XVII wiek p.n.e.
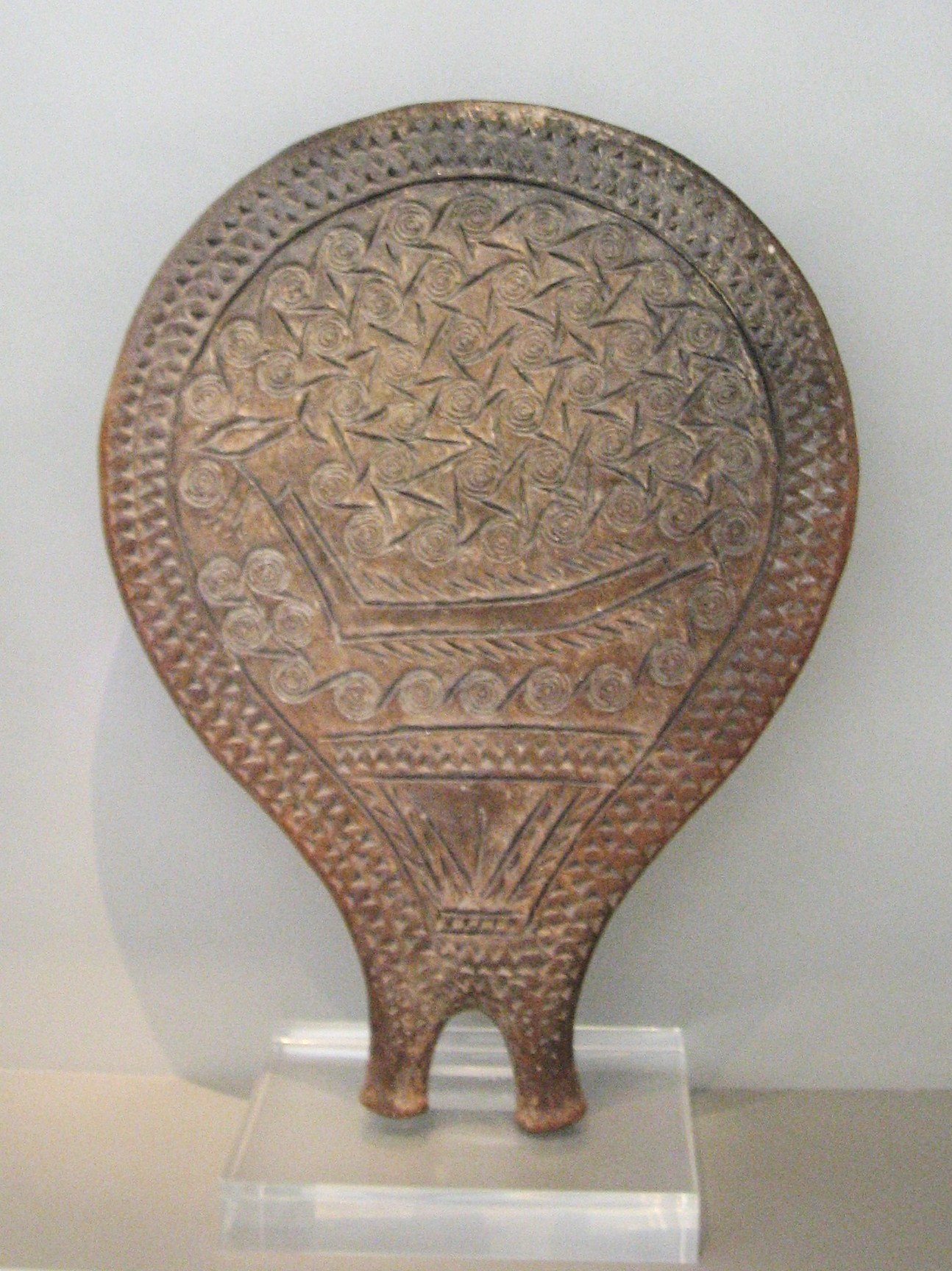
Gliniana „patelnia” z Chalandrini na wyspie Syros (Narodowe Muzeum Archeologiczne, Ateny)